# 秦海涛 (1967年)
秦海涛（1967年12月—），男，汉族，中国农工民主党党员，中华人民共和国政治人物。
2018年，当选为第十三届全国政协委员。2022年2月，当选为长春市政协副主席，同年3月，接替因长春市爆发新冠病毒疫情被免职的高玉堂出任长春市卫生健康委员会（长春市中医药管理局）主任（局长）。
2023年1月，当选为第十三屆吉林省政协副主席。